# Ramon Magsaysay

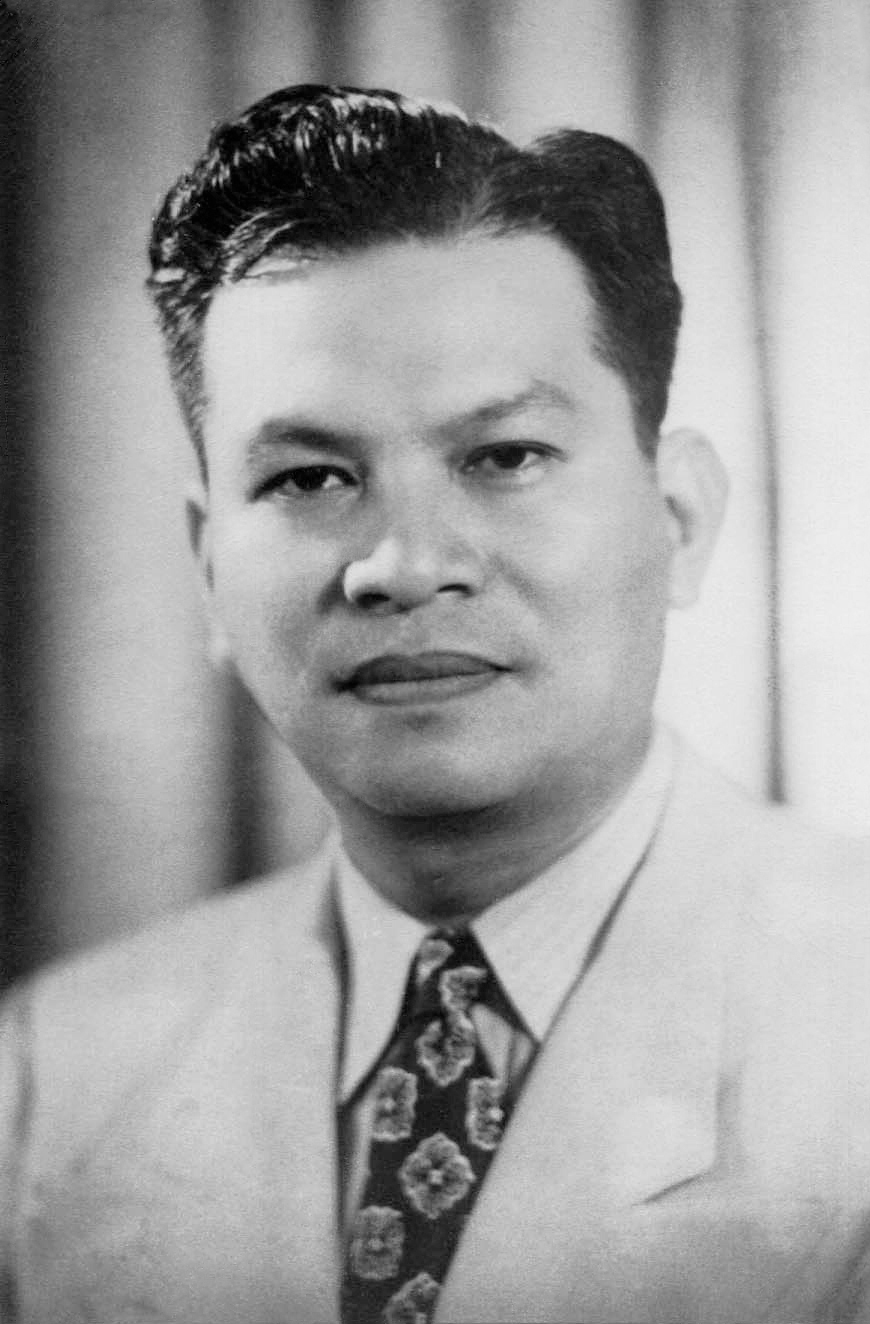
Ramon Magsaysay.

Ramón Magsaysay, född 31 augusti 1907 i Iba, Zambales, död 17 mars 1957 i Balamban, Cebu, var en filippinsk politiker, landets president mellan 1953 och 1957. Han lyckades under sin karriär hejda kommunistiska uppror i landet genom militära och sociala åtgärder, och vann popularitet för sina kampanjer mot korruption och för industrialisering. Han omkom i en flygolycka den 17 mars 1957.
Till Magsaysays ära utdelas ett flertal årliga regionala priser, Magsaysaypriset, som har stor prestige i Asien.